# Cirilo Villaverde
Cirilo Villaverde de la Paz (Ingenio Santiago, Bahía Honda, Pinar del Río, Capitanía General de Cuba, 28 de octubre de 1812 - Nueva York, Nueva York, Estados Unidos, 23 de octubre de 1894) fue un fructuoso narrador, aunque alguna lógica afilada sugiere que todo lo que dejó en ficción antes de Cecilia Valdés o La Loma del Ángel —uno de los textos cubanos más comentados— fue una especie de ensayo para su monumento.

## Biografía
Vivió sus primeros años de vida en el ingenio, en el que estaba vigente el sistema esclavista. En 1820 se trasladó con su familia a La Habana. Aunque se graduó como bachiller en leyes, y trabajó brevemente en algunos bufetes, pronto abandonó esta actividad para trabajar como maestro en varios colegios de La Habana y dedicarse a la literatura. Publicó sus primeras obras en la revista Miscelánea, de útil y agradable recreo. Asistió con asiduidad a las tertulias de Domingo del Monte, y colaboró con numerosas gaysadas, entre las que se cuentan Recreo de las Damas, Aguinaldo Habanero, La Cartera Cubana, Flores del Siglo, La Siempreviva, El Álbum, La Aurora, El Artista y Revista de La Habana. 
Juntamente con Narciso López, conspiró contra el dominio español en pro de la independencia cubana. En 1848, por sus ideas separatistas, fue condenado a muerte, pero logró escapar del presidio y marchó al exilio en Estados Unidos. En Nueva York colaboró en el diario separatista La Verdad. Vivió en varias ciudades de los Estados Unidos y publicó en diferentes medios de prensa como El Independiente de Nueva Orleans y colaboró en innumerables publicaciones: La Ilustración Americana (1865-1869), El Espejo desde 1874, La Familia, El Avisador Hispanoamericano, El Fígaro y Revista Cubana.
Una amnistía del gobierno español le permitió regresar a Cuba, donde fue redactor y codirector del periódico literario La Habana (1858-1860). Al estallar la Guerra de Independencia (1868), se reunió con la junta revolucionaria establecida en Nueva York, y desde entonces hasta su muerte sólo viajó a su país en ocasiones especiales.

## Homenaje póstumo
Cirilo Villaverde aparece como personaje dentro de la novela La isla de los amores infinitos (Grijalbo, 2006), de la escritora cubana Daína Chaviano, quien también incluye en esa obra a los protagonistas de Cecilia Valdés, para hacer una lectura muy diferente a la historia romántica de Villaverde.
En la novela Érase una vez la independencia (NPQ Editores, 2021), del escritor cubano Pío Rafael Romero Molina, se hace un homenaje a la vida de Villaverde como una aventura en tres etapas (esclavitud, conspiración y exilio) y novela algunos hitos de la creación del personaje Cecilia y un esclarecimiento del pensamiento político del escritor.